# Yves Chauvin

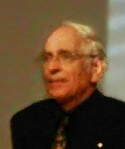
Yves Chauvin (2005)

Yves Chauvin (* 10. Oktober 1930 in Menen, Belgien; † 28. Januar 2015 in Tours, Frankreich) war ein französischer Chemiker und Träger des Nobelpreises für Chemie im Jahr 2005.

## Leben
Sein Studium hat Yves Chauvin an der École Supérieure de Chimie Industrielle de Lyon (heute CPE Lyon) absolviert und dort 1954 seinen Abschluss erlangt. Fast sein gesamtes wissenschaftliches Leben hat er am Institut Français du Pétrole (IFP) in Rueil-Malmaison in der Nähe von Paris verbracht. Mitte der 1990er Jahre ging er in den Ruhestand und war bis zuletzt Directeur de recherche honoraire (Forschungsdirektor ehrenhalber). Seit 1996 war er Mitglied der Académie des sciences.
Über Chauvins Leben ist wenig bekannt, der Wissenschaftler lebte zurückgezogen in Tours. Er war verheiratet, seine Frau starb 2004. Chauvin starb am 28. Januar 2015 im Alter von 84 Jahren in Tours.

## Werk
Chauvin beschrieb 1970 erstmals detailliert die Olefinmetathese, bei der Olefine (Alkene) aus anderen Olefinen synthetisiert werden. Erst 1990 gelang es Richard R. Schrock einen chemisch definierten Katalysator für dieses Verfahren zu entwickeln. Nachdem Robert Grubbs zwei Jahre später den luftstabilen Grubbs-Katalysator entwickelte, wird es heute in der chemischen Industrie eingesetzt.
Im Dezember 2005 erhielt Chauvin für diese Erkenntnisse zusammen mit Schrock und Grubbs den Nobelpreis für Chemie.
In einer ersten Stellungnahme bezeichnete Chauvin die Verleihung des Nobelpreises an ihn als „ausgesprochen peinlich“ und kündigte an, der Preisverleihung am 10. Dezember 2005 in Stockholm fernbleiben zu wollen. Später besuchte er die Verleihung aber dennoch und hielt zuvor am 8. Dezember 2005 seine Nobelvorlesung in der Stockholmer Universität.

## Veröffentlichungen
- A. Martinato, Y. Chauvin und G. Lefebvre: Kinetic aspects of the „period of adjustment“ during polymerization (of propylene) with titanium trichloride-triethylaluminium. In: Compt. Rend. Band 258, Nr. 17, 1964, S. 4271–4273.
- M. Uchino, Y. Chauvin und G. Lefebvre: Dimerization of propylene by nickel complexes. In: Compt. Rend. C. Band 265, Nr. 2, 1967, S. 103–106.
- J. L. Herisson und Y. Chauvin: Catalysis of olefin transformations by tungsten complexes. II. Telomerization of cyclic olefins in the presence of acyclic olefins. In: Die Makromolekulare Chemie. Band 141, 1971, S. 161–176. (Dieser Artikel wird aufgrund eines typographischen Fehlers in der Originalpublikation gelegentlich mit 1970 als Jahr der Veröffentlichung zitiert.)
- Y. Chauvin, B. Gilbert und I. Guibard: Catalytic dimerization of alkenes by nickel complexes in organochloroaluminate molten salts. In: Chem. Comm. Band 23, 1990, S. 1715–1716.
- L. Magna, G. P. Niccolai, Y. Chauvin und J.-M. Basset: The importance of imidazolium substituents in the use of imidazolium based room temperature ionic liquids as solvents for palladium catalyzed telomerization of butadiene with methanol. In: Organometallics. Band 22, Nr. 22, 2003, S. 4418–4425.